# Eslováquia nos Jogos Olímpicos de Inverno de 2006
A Eslováquia mandou 58 competidores para os Jogos Olímpicos de Inverno de 2006, em Turim, na Itália. A única medalha eslovaca foi uma de prata no Snowboard cross masculino conquistada por Radoslav Židek.

## Medalhas
| Atleta         | Esporte   | Evento                    | Medalha |
| -------------- | --------- | ------------------------- | ------- |
| Radoslav Židek | Snowboard | Snowboard cross masculino | Prata   |

## Desempenho

### Biatlo
| Atleta                                                              | Evento                     | Final     | Final    | Final    |
| Atleta                                                              | Evento                     | Tempo     | Pen.     | Pos.     |
| ------------------------------------------------------------------- | -------------------------- | --------- | -------- | -------- |
| Jana Gerekova                                                       | Individual feminino        | 58:37.2   | 5        | 59       |
| Martina Halinarova                                                  | Velocidade feminino        | 23:32.8   | 0        | 16       |
| Martina Halinarova                                                  | Perseguição feminino       | +1 volta  | +1 volta | +1 volta |
| Martina Halinarova                                                  | Individual feminino        | 55:17.7   | 4        | 34       |
| Pavol Hurajt                                                        | Velocidade masculino       | 28:17.8   | 1        | 30       |
| Pavol Hurajt                                                        | Perseguição masculino      | 38:20.67  | 3        | 24       |
| Pavol Hurajt                                                        | Individual masculino       | 58:49.6   | 3        | 29       |
| Matej Kazar                                                         | Velocidade masculino       | 29:29.4   | 1        | 58       |
| Matej Kazar                                                         | Perseguição masculino      | 29:29.4   | 1        | 52       |
| Marek Matiasko                                                      | Velocidade masculino       | 30:11.0   | 6        | 72       |
| Marek Matiasko                                                      | Largada coletiva masculina | 50:11.1   | 3        | 27       |
| Marek Matiasko                                                      | Individual masculino       | 55:48.6   | 1        | 5        |
| Miroslav Matiasko                                                   | Velocidade masculino       | 29:13.0   | 2        | 52       |
| Miroslav Matiasko                                                   | Perseguição masculino      | 41:32.56  | 8        | 49       |
| Miroslav Matiasko                                                   | Individual masculino       | 59:43.8   | 3        | 38       |
| Sona Mihokova                                                       | Velocidade feminino        | 24:09.9   | 1        | 27       |
| Sona Mihokova                                                       | Perseguição feminino       | +1 volta  | +1 volta | +1 volta |
| Sona Mihokova                                                       | Individual feminino        | 56:29.5   | 5        | 47       |
| Anna Murinova                                                       | Velocidade feminino        | 24:32.1   | 1        | 38       |
| Anna Murinova                                                       | Perseguição feminino       | DNF       | DNF      | DNF      |
| Marcela Pavkovcekova                                                | Velocidade feminino        | 24:11.1   | 0        | 29       |
| Marcela Pavkovcekova                                                | Perseguição feminino       | +1 volta  | +1 volta | +1 volta |
| Marcela Pavkovcekova                                                | Individual feminino        | 53:52.8   | 3        | 22       |
| Dusan Simocko                                                       | Individual masculino       | 1:01:37.8 | 4        | 56       |
| Marcela Pavkovcekova Dusan Simocko Martina Halinarova Sona Mihokova | Revezamento feminino       | 1:21:55.5 | 10       | 10       |
| Pavol Hurajt Dusan Simocko Miroslav Matiasko Marek Matiasko         | Revezamento masculino      | 1:27:44.9 | 22       | 14       |

### Bobsleigh
| Atleta                                                    | Evento             | Final      | Final      | Final      | Final       | Final       | Final |
| Atleta                                                    | Evento             | 1ª corrida | 2ª corrida | 3ª corrida | 4ª corrida  | Total       | Pos.  |
| --------------------------------------------------------- | ------------------ | ---------- | ---------- | ---------- | ----------- | ----------- | ----- |
| Milan Jagnesak Viktor Rajek                               | Duplas masculinas  | 56.81      | 57.12      | 57.81      | Não avançou | Não avançou | 25    |
| Milan Jagnesak Viktor Rajek Andrej Benda Robert Krestanko | Equipes masculinas | 56.29      | 56.13      | 56.26      | 55.98       | 3:44.66     | 20    |

### Esqui alpino
| Atletas           | Evento                  | Final      | Final      | Final      | Final   | Final |
| Atletas           | Evento                  | 1ª Corrida | 2ª Corrida | 3ª Corrida | Total   | Pos.  |
| ----------------- | ----------------------- | ---------- | ---------- | ---------- | ------- | ----- |
| Jaroslav Babusiak | Downhill masculino      |            |            |            | 1:57.45 | 45    |
| Jaroslav Babusiak | Super-G masculino       |            |            |            | 1:35.41 | 40    |
| Jaroslav Babusiak | Slalom masculino        | 58.51      | 53.55      |            | 1:52.06 | 24    |
| Jaroslav Babusiak | Combinado masculino     | 1:43.32    | 48.86      | 48.60      | 3:20.78 | 27    |
| Jana Gantnerova   | Downhill feminino       |            |            |            | 2:04.60 | 36    |
| Jana Gantnerova   | Super-G feminino        |            |            |            | 1:38.40 | 48    |
| Jana Gantnerova   | Slalom gigante feminino | 1:06.73    | DNF        | DNF        | DNF     | DNF   |
| Jana Gantnerova   | Combinado feminino      | 2:04.60    | DNF        | DNF        | DNF     | DNF   |
| Ivan Heimschild   | Downhill masculino      | DNF        | DNF        | DNF        | DNF     | DNF   |
| Ivan Heimschild   | Super-G masculino       |            |            |            | 1:36.58 | 46    |
| Ivan Heimschild   | Slalom masculino        | 59.67      | 54.31      |            | 1:53.98 | 26    |
| Ivan Heimschild   | Combinado masculino     | 1:43.12    | 48.13      | 47.16      | 3:18.41 | 25    |
| Eva Huckova       | Downhill feminino       |            |            |            | 2:05.32 | 37    |
| Eva Huckova       | Super-G feminino        | DSQ        | DSQ        | DSQ        | DSQ     | DSQ   |
| Eva Huckova       | Slalom gigante feminino | 1:05.24    | 1:13.07    |            | 2:18.31 | 28    |
| Eva Huckova       | Slalom feminino         | DNF        | DNF        | DNF        | DNF     | DNF   |
| Eva Huckova       | Combinado feminino      | 2:05.32    | DNF        | DNF        | DNF     | DNF   |
| Sona Maculova     | Downhill feminino       |            |            |            | 2:03.63 | 35    |
| Sona Maculova     | Super-G feminino        |            |            |            | 1:37.87 | 44    |
| Sona Maculova     | Slalom gigante feminino | 1:05.77    | 1:12.84    |            | 2:18.61 | 29    |
| Sona Maculova     | Slalom feminino         | DNF        | DNF        | DNF        | DNF     | DNF   |
| Sona Maculova     | Combinado feminino      | 40.53      | 45.63      | 1:34.09    | 3:00.25 | 23    |
| Veronika Zuzulova | Slalom feminino         | 44.53      | 48.00      |            | 1:32.53 | 22    |
| Veronika Zuzulova | Combinado feminino      | 39.68      | 43.67      | 1:33.28    | 2:56.63 | 15    |

### Esqui cross-country
| Atleta                      | Evento                           | Preliminares | Preliminares | Quartas     | Quartas     | Semifinal   | Semifinal   | Final       | Final |
| Atleta                      | Evento                           | Total        | Pos.         | Total       | Pos.        | Total       | Pos.        | Total       | Pos.  |
| --------------------------- | -------------------------------- | ------------ | ------------ | ----------- | ----------- | ----------- | ----------- | ----------- | ----- |
| Martin Bajcicak             | Clássico masculino               |              |              |             |             |             |             | 40:35.6     | 28    |
| Martin Bajcicak             | Perseguição combinada masculina  |              |              |             |             |             |             | 1:17:08.7   | 8     |
| Martin Bajcicak             | Largada coletiva masculina       |              |              |             |             |             |             | 2:06:24.9   | 14    |
| Ivan Batory                 | Clássico masculino               |              |              |             |             |             |             | 40:26.1     | 26    |
| Ivan Batory                 | Perseguição combinada masculina  |              |              |             |             |             |             | 1:18:58.2   | 25    |
| Ivan Batory                 | Largada coletiva masculina       |              |              |             |             |             |             | 2:10.32.2   | 47    |
| Katarina Garajova           | Velocidade individual feminino   | 2:23.98      | 53           | Não avançou | Não avançou | Não avançou | Não avançou | Não avançou | 53    |
| Michal Malak                | Clássico masculino               |              |              |             |             |             |             | 44:52.9     | 73    |
| Michal Malak                | Perseguição combinada masculina  |              |              |             |             |             |             | 1:23:39.9   | 54    |
| Michal Malak                | Largada coletiva masculina       |              |              |             |             |             |             | 2:09:38.7   | 45    |
| Martin Otcenas              | Velocidade individual masculino  | 2:24.77      | 49           | Não avançou | Não avançou | Não avançou | Não avançou | Não avançou | 49    |
| Alena Prochazkova           | Clássico feminino                |              |              |             |             |             |             | 30:13.6     | 28    |
| Alena Prochazkova           | Perseguição combinada feminina   |              |              |             |             |             |             | 47:45.2     | 46    |
| Alena Prochazkova           | Velocidade individual feminino   | 2:17.75      | 27           | 2:17.9      | 5           | Não avançou | Não avançou | Não avançou | 23    |
| Martin Bajcicak Ivan Batory | Velocidade por equipes masculino |              |              |             |             | 17:36.1     | 3 Q         | 17:30.9     | 8     |

### Hóquei no gelo
| Equipe | Evento    | Fase de grupos           | Fase de grupos | Quartas                   | Semifinal         | Final             | Pos.        |
| Equipe | Evento    | Adversário Placar        | Pos.           | Adversário Placar         | Adversário Placar | Adversário Placar | Pos.        |
| --- | --------- | ------------------------ | -------------- | ------------------------- | ----------------- | ----------------- | ----------- |
| Peter Budaj Karol Križan Ján Lašák Zdeno Chára Milan Jurčina Ivan Majeský Andrej Meszároš Martin Štrbák Ľubomír Višňovský Ľuboš Bartečko Peter Bondra Pavol Demitra Marián Gáborík Marcel Hossa Marián Hossa Richard Kapuš Ronald Petrovický Tomáš Surový Miroslav Šatan Jozef Stümpel Marek Svatoš Richard Zedník | Masculino | RUS Rússia V 5-3         | 1º (Gr. B)     | CZE República Checa D 1-3 | Não avançou       | Não avançou       | Não avançou |
| Peter Budaj Karol Križan Ján Lašák Zdeno Chára Milan Jurčina Ivan Majeský Andrej Meszároš Martin Štrbák Ľubomír Višňovský Ľuboš Bartečko Peter Bondra Pavol Demitra Marián Gáborík Marcel Hossa Marián Hossa Richard Kapuš Ronald Petrovický Tomáš Surový Miroslav Šatan Jozef Stümpel Marek Svatoš Richard Zedník | Masculino | LAT Letônia V 6-3        | 1º (Gr. B)     | CZE República Checa D 1-3 | Não avançou       | Não avançou       | Não avançou |
| Peter Budaj Karol Križan Ján Lašák Zdeno Chára Milan Jurčina Ivan Majeský Andrej Meszároš Martin Štrbák Ľubomír Višňovský Ľuboš Bartečko Peter Bondra Pavol Demitra Marián Gáborík Marcel Hossa Marián Hossa Richard Kapuš Ronald Petrovický Tomáš Surový Miroslav Šatan Jozef Stümpel Marek Svatoš Richard Zedník | Masculino | USA Estados Unidos V 2-1 | 1º (Gr. B)     | CZE República Checa D 1-3 | Não avançou       | Não avançou       | Não avançou |
| Peter Budaj Karol Križan Ján Lašák Zdeno Chára Milan Jurčina Ivan Majeský Andrej Meszároš Martin Štrbák Ľubomír Višňovský Ľuboš Bartečko Peter Bondra Pavol Demitra Marián Gáborík Marcel Hossa Marián Hossa Richard Kapuš Ronald Petrovický Tomáš Surový Miroslav Šatan Jozef Stümpel Marek Svatoš Richard Zedník | Masculino | KAZ Cazaquistão V 2-1    | 1º (Gr. B)     | CZE República Checa D 1-3 | Não avançou       | Não avançou       | Não avançou |
| Peter Budaj Karol Križan Ján Lašák Zdeno Chára Milan Jurčina Ivan Majeský Andrej Meszároš Martin Štrbák Ľubomír Višňovský Ľuboš Bartečko Peter Bondra Pavol Demitra Marián Gáborík Marcel Hossa Marián Hossa Richard Kapuš Ronald Petrovický Tomáš Surový Miroslav Šatan Jozef Stümpel Marek Svatoš Richard Zedník | Masculino | SWE Suécia V 3-0         | 1º (Gr. B)     | CZE República Checa D 1-3 | Não avançou       | Não avançou       | Não avançou |

### Luge
| Atleta                   | Evento               | Final      | Final      | Final      | Final      | Final    | Final |
| Atleta                   | Evento               | 1ª corrida | 2ª corrida | 3ª corrida | 4ª corrida | Total    | Pos.  |
| ------------------------ | -------------------- | ---------- | ---------- | ---------- | ---------- | -------- | ----- |
| Jozef Ninis              | Individual masculino | 52.769     | 52.517     | 52.525     | 52.386     | 3:30.197 | 22    |
| Veronika Sabolova        | Individual feminino  | 49.680     | 48.226     | 48.095     | 48.060     | 3:14.061 | 19    |
| Jana Sisajova            | Individual feminino  | 48.860     | 50.267     | 48.479     | 49.387     | 3:16.993 | 22    |
| Jaroslav Slavik          | Individual masculino | 52.786     | 52.066     | 1:13.877   | 52.156     | 3:50.885 | 33    |
| Lubomir Mick Walter Marx | Duplas               | 48.412     | 47.857     |            |            | 1:36.269 | 13    |

### Patinação de velocidade em pista curta
| Atleta     | Evento           | Preliminar | Preliminar | Quartas     | Quartas     | Semifinal   | Semifinal   | Final       | Final |
| Atleta     | Evento           | Tempo      | Pos.       | Tempo       | Pos.        | Tempo       | Pos.        | Tempo       | Pos.  |
| ---------- | ---------------- | ---------- | ---------- | ----------- | ----------- | ----------- | ----------- | ----------- | ----- |
| Matus Uzak | 500 m masculino  | 44.525     | 4          | Não avançou | Não avançou | Não avançou | Não avançou | Não avançou | 21    |
| Matus Uzak | 1000 m masculino | 1:35.989   | 2 Q        | DSQ         | DSQ         | DSQ         | DSQ         | DSQ         | DSQ   |
| Matus Uzak | 1500 m masculino | DSQ        | DSQ        | DSQ         | DSQ         | DSQ         | DSQ         | DSQ         | DSQ   |

### Salto de esqui
| Atleta       | Evento                  | Preliminar | Preliminar | 1ª rodada   | 1ª rodada   | Final       | Final       | Final |
| Atleta       | Evento                  | Pontos     | Pos.       | Pontos      | Pos.        | Pontos      | Total       | Pos.  |
| ------------ | ----------------------- | ---------- | ---------- | ----------- | ----------- | ----------- | ----------- | ----- |
| Martin Mesik | Pista normal individual | 97.5       | 42         | Não avançou | Não avançou | Não avançou | Não avançou | 42    |
| Martin Mesik | Pista longa individual  | 67.7       | 37         | Não avançou | Não avançou | Não avançou | Não avançou | 37    |

### Snowboard
Slalom gigante paralelo
| Atleta         | Evento                            | Preliminar | Preliminar | Oitavas          | Quartas          | Semifinal        | Final            | Final | Final |
| Atleta         | Evento                            | Pontos     | Pos.       | Adversário Tempo | Adversário Tempo | Adversário Tempo | Adversário Tempo | Pos.  |       |
| -------------- | --------------------------------- | ---------- | ---------- | ---------------- | ---------------- | ---------------- | ---------------- | ----- | ----- |
| Radoslav Zidek | Slalom gigante paralelo masculino | 1:16.51    | 27         | Não avançou      | Não avançou      | Não avançou      | Não avançou      | 27    |       |

Snowboard Cross
| Atleta         | Evento                    | Preliminar | Preliminar | Oitavas | Quartas | Semifinal | Final   | Final            |
| Atleta         | Evento                    | Pontos     | Pos.       | Posição | Posição | Posição   | Posição | Pos.             |
| -------------- | ------------------------- | ---------- | ---------- | ------- | ------- | --------- | ------- | ---------------- |
| Radoslav Zidek | Snowboard cross masculino | 1:21.19    | 9 Q        | 1 Q     | 1 Q     | 1 Q       | 2       | Medalha de prata |

Legenda
| Recorde mundial      | Recorde mundial (World record)               |                       | Recorde africano                      | Recorde africano (African) |                                           | Q | Classificado por posição (Qualified) |
| Recorde olímpico     | Recorde olímpico (Olympic record)            | Recorde da América    | Recorde da América (Americas)         | q                          | Classificado por melhor tempo (Qualified) |   |                                      |
| Melhor marca do ano  | Melhor marca do ano (World leading)          | Recorde asiático      | Recorde asiático (Asian)              | DNS                        | Não largou (Did not start)                |   |                                      |
| Recorde nacional     | Recorde nacional (National record)           | Recorde europeu       | Recorde europeu (European)            | DNF                        | Não terminou (Did not finish)             |   |                                      |
| Recorde pessoal      | Recorde pessoal do atleta (Personal best)    | Recorde da Oceania    | Recorde da Oceania (Oceania)          | DSQ / DQ                   | Desclassificado (Disqualified)            |   |                                      |
| Recorde da temporada | Recorde da temporada do atleta (Season best) | Recorde sul-americano | Recorde sul-americano (South America) | NM                         | Sem marca (No mark)                       |   |                                      |